# Parafia Najświętszego Serca Pana Jezusa w Bachowicach
Parafia pod wezwaniem Najświętszego Serca Pana Jezusa w Bachowicach – parafia rzymskokatolicka w Bachowicach należąca do dekanatu Zator archidiecezji krakowskiej.
Proboszczem parafii od roku 2019 jest ks. Jerzy Skórkiewicz.